# Leo Duyndam
Leo Duyndam (født 2. januar 1948 i Westland, død 26. juli 1990) var en hollandsk cykelrytter. Hans foretrukne disciplin var i starten landevejscykling, men endte karrieren med banecykling.
I 1972 vandt han sjette etape ved Tour de France. 
Duyndam stillede til start ved 73 seksdagesløb, hvor det blev til 16 sejre. Blandt dem var de to første udgaver af seksdagesløbet i Herning, da han i 1974 og 1975 vandt sammen med Ole Ritter.